# Ellen Pollock
Pour les articles homonymes, voir Pollock.
Ellen Pollock (29 juin 1902 - 29 mars 1997) est une actrice britannique, principalement apparue sur scène dans le West End de Londres. Elle est également apparue dans plusieurs films et productions télévisées.

## Biographie
Adepte de George Bernard Shaw, elle devient présidente de la Shaw Society en 1949. Dans sa nécrologie, The Independent écrit : « On pense que Pollock a joué, au cours d'une carrière de 72 ans, plus d'héroïnes shaviennes que quiconque. Elle a dirigé les saisons londoniennes de ses pièces ; et c'est lors de la première à Londres de l'une de ses œuvres moins connues – Farfetched Fables (Watergate, 1950) – qu'elle a annoncé la mort de Shaw depuis la scène." 
La passion de Pollock pour le théâtre a commencé à l'âge de sept ans, lorsqu'elle a vu Sarah Bernhardt sur scène ; elle sut alors qu'elle voulait être actrice. Pollock a également été metteur en scène et professeur d'art dramatique à la Royal Academy of Dramatic Art et à la Webber Douglas Academy of Dramatic Art. Son travail télévisé varié comprenait plusieurs apparitions dans The Forsyte Saga pour la BBC.
Elle a survécu aux deux maris, le capitaine Leslie Hancock et l'artiste James Proudfoot. Elle a eu un enfant avec le capitaine Hancock. Pollock a fait l'objet de l'émission télévisée This Is Your Life en 1992[réf. nécessaire].
La mère d'Ellen Pollock, Hedwig Kahn, était la sœur d'Otto Hermann Kahn (riche banquier d'investissement, collectionneur, philanthrope et mécène des arts) et du compositeur Robert Kahn.